# Trang viên ở Strážky
Trang viên ở Strážky (tiếng Slovakia: Kaštieľ v Strážkach) là một trang viên tọa lạc ở thị trấn Spišská Belá, vùng Prešov, Slovakia. Vào ngày 30 tháng 10 năm 1963, khu phức hợp bao gồm trang viên này và công viên liền kề được ghi danh vào Danh sách Di tích Trung ương theo quyết định của Bộ Văn hóa Cộng hòa Slovakia. Năm 1970, theo Nghị quyết của Chủ tịch Hội đồng Quốc gia Slovakia, trang viên được công nhận là di tích văn hóa quốc gia.

## Lịch sử
Trang viên được xây dựng theo phong cách kiến trúc Phục hưng từ năm 1570 đến năm 1590, trên địa điểm trước đó từng tồn tại một lâu đài được xây theo phong cách Gothic có niên đại vào thế kỷ 13. Vào thế kỷ 18, trang viên được tu sửa lại theo phong cách Baroque - Cổ điển. Ban đầu, trang viên là một tòa nhà có ba cánh, nhưng sau một trận hỏa hoạn xảy ra vào năm 1708, trang viên được tái thiết thành một tòa nhà hình vuông có sân trong. Vào năm 1862, Nam tước Eduard Mednyánszky từ làng Beck chuyển đến sinh sống ở trang viên. Năm 1972, sau khi chủ sở hữu của trang viên lúc bấy giờ là Margita Czóbel mất, trang viên được Phòng trưng bày Quốc gia Slovakia (SNG) mua lại làm nơi trưng bày của SNG.